# لی جو بین
لی جو‌ بین (کره‌ای: 이주빈؛ زادهٔ ۱۸ سپتامبر ۱۹۸۹) بازیگر و مدل اهل کره جنوبی است. او به خاطر ایفای نقش در ملودرام باش، او هرگز نخواهد فهمید، دکتر وکیل، خانه کاغذی: کره – منطقه اقتصادی مشترک و ملکه اشک شناخته می‌شود.

## حرفه
لی جو بین، کارآموز سابق دی‌اس‌پی بوده‌است که به عنوان یکی از اعضای گروه دخترانهٔ رینبو فعالیتش را آغاز کرد.

## فیلم‌شناسی

### فیلم
| سال  | عنوان                    | نقش | توضیحات    | منابع |
| ---- | ------------------------ | --- | ---------- | ----- |
| ۲۰۱۷ | لالالا                   |     | فیلم کوتاه | [ ۶ ] |
| ۲۰۱۷ | فرهنگ لغت کشاورزان چوسان |     | وب فیلم    | [ ۷ ] |

### مجموعه اینترنتی
| سال  | عنوان                                 | نقش        | منابع        |
| ---- | ------------------------------------- | ---------- | ------------ |
| ۲۰۱۸ | عشق جنگل است                          | جو بین     | [ ۸ ]        |
| ۲۰۲۲ | خانه کاغذی: کره – منطقه اقتصادی مشترک | یون می سون | [ ۹ ] [ ۱۰ ] |
| ۲۰۲۲ | عاشق اینم که ازت متنفر باشم           | اوه سه نا  | [ ۱۱ ]       |